# نیرگش‌اوی‌فالو
نیرگش‌اوی‌فالو (به مجاری:  Nyergesújfalu) یک منطقهٔ مسکونی در مجارستان است که در ناحیه استرگوم واقع شده‌است. نیرگش‌اوی‌فالو ۳۹٫۵۱ کیلومتر مربع مساحت و ۷٬۶۴۹ نفر جمعیت دارد.

## خواهرخوانده
شهرهای نوی وولمشتورف و کارلسدورف-نویتارد خواهرخوانده‌های نیرگشویفالو هستند.